# 宗塔乡
宗塔乡，是中华人民共和国四川省甘孜藏族自治州炉霍县下辖的一个乡镇级行政单位。

## 行政区划
宗塔乡下辖以下地区：
色柯马村、塔瓦村、甲宗村、岗柯村、降巴村、拉恰村、吉柯村和觉龙村。